# Luisito Comunica
Luis Arturo Villar Sudek (Puebla de Zaragoza, 20 de marzo de 1991), más conocido bajo su seudónimo Luisito Comunica, es un youtuber, actor de doblaje, influencer y empresario mexicano.
Cuenta con 45 millones de suscriptores en YouTube y más de 34 millones de seguidores en Instagram. Su canal es el tercero con más suscriptores en México, detrás de Kimberly Loaiza y de Fede Vigevani, así como el noveno con más suscriptores en el mundo hispanohablante. Luisito Comunica es uno de los youtubers más populares de América Latina y el mundo.

## Biografía

### Primeros años y educación
Nació el 20 de marzo de 1991 en Puebla de Zaragoza. Estudió en el Instituto Oriente de Puebla, un centro educativo de educación básica y media superior. Cursó la carrera de Ciencias de la comunicación en la Benemérita Universidad Autónoma de Puebla (BUAP). Durante su etapa universitaria, Luisito Comunica comenzó a adentrarse en el mundo digital, subiendo videos a YouTube como un pasatiempo. Esta experiencia le permitió desarrollar las habilidades necesarias que lo ayudarían a destacar en su futuro como creador de contenido. En un vídeo comentó que terminó la carrera, pero no pudo titularse porque no pagó una materia. Más tarde hizo el pago, pero decidió posponer los trámites para demostrar que cursó la materia, pero finalmente nunca lo hizo. Antes de ser youtuber trabajó como profesor de inglés en una preparatoria.

### Vida personal
Luisito Comunica mantuvo una relación con Cinthya Velázquez entre 2015 y 2019. Desde 2020, mantiene una relación con la modelo y creadora de contenido Arianny Tenorio. Aunque ha compartido algunos aspectos de su vida privada en redes sociales, en general se ha mostrado reservado al respecto.
En febrero de 2025, Luisito fue ingresado por una operación debido a una afección complicada en su espalda producida por una hernia discal.

## Trayectoria

### 2007-2011: Primer canal e inicios
Inició en la plataforma de vídeos YouTube en 2007 con un canal titulado Piano Para Gente Cool. Este canal fue una plataforma donde Luisito compartía tutoriales y versiones de canciones al piano, lo que le permitió desarrollar habilidades en la creación de contenido audiovisual. Sin embargo, el canal fue renombrado el 19 de enero de 2010 como LouieArtie, manteniendo el enfoque en los tutoriales musicales.A lo largo de los años, Luisito se fue alejando de este contenido musical a pesar de no tener clara su dirección en el mundo digital al inicio, su pasión por la música y la creatividad fueron factores importantes en su desarrollo como creador. Con el tiempo, Luisito exploró nuevas ideas y formatos, lo que lo preparó para el éxito que alcanzaría más adelante.

### 2012-2016: Crecimiento y popularidad
En 2012 se unió al equipo de YouTube No me Revientes. En abril del mismo año, en la misma plataforma, creó un nuevo canal llamado Luisito Comunica, trasladándose de Puebla a Ciudad de México con el objetivo de obtener mayores oportunidades en busca de éxito y orientándose por un contenido sobre la visión de un foráneo que visita dicha ciudad. El 14 de abril inició su canal de YouTube. Su primer contenido, Entrevistas chistosas sobre talentos, atrajo 1.6 millones de visualizaciones. Durante 2013, Yayo Gutiérrez invitó a Luisito Comunica a unirse a un grupo de creadores de contenido. Posteriormente, Luisito se trasladó a la Ciudad de México, donde rápidamente ganó reconocimiento por su visión innovadora de la ciudad y su habilidad para conectar con la audiencia a través de sus experiencias únicas.
La popularidad del canal y Luisito continuó subiendo en alza, y en febrero de 2014 alcanzó los 100 mil suscriptores. Ese año, empezó su segmento llamado «Provinciano en la Ciudad» (en alusión a una popular serie de vlogs en Ciudad de México) y el segmento «Provinciano en la Europa», trasladó la misma temática a diferentes ciudades del continente europeo. El 9 de noviembre de 2015 el canal alcanzó el millón de suscriptores. Tan solo siete meses después, el canal obtuvo los dos millones de suscriptores. Durante todo 2016, se ubicó entre los 10 canales con más suscriptores de México, finalizando el año con 3 millones de suscriptores.

### 2017-2019: 10 millones de suscriptores y apariciones en medios
En un lapso de dos meses, el 13 de enero de 2017 el canal superó los 4 millones de suscriptores. Durante esta época, su canal alcanzaría más popularidad gracias a sus vlogs que lo llevaron a viajar por todo el mundo. Luisito se enfocó en la creación de contenido de viajes y cultura, visitando países como China, Japón y Venezuela, entre otros. Sus vlogs documentaban sus experiencias con las culturas locales, la comida y las costumbres, atrayendo a una audiencia más amplia que disfrutaba su estilo natural y humorístico de narración. Ese mismo año, Google lo invitó a mapear el Papalote Museo del Niño. El 26 de noviembre, Luisito subió un video donde relata su frustrante experiencia en el aeropuerto de Bangladés, donde él y su equipo quedaron atrapados por horas, alegando que «en estos momentos seguimos en Bangladesh, pero ya todo está por resolverse».El 27 de noviembre de 2017, su canal llegó a los diez millones de suscriptores, consolidándose como uno de los creadores de contenido más influyentes de la plataforma en México.
En 2018, continuó su trayectoria en la plataforma con un notable crecimiento en suscriptores y reproducciones. Ese año, recibió el premio a "Líder Digital del Año" en los Eliot Awards y fue reconocido como "Estrella Digital del Año" por GQ México. También participó como conferencista en el ITP Influencer Marketing Summit, un evento en Dubái que se centró en el marketing de influenciadores y la importancia de las redes sociales. En abril, lanzó su segundo canal, Luisito Around the World, dirigido a un público angloparlante, donde compartió sus experiencias de viaje y exploración cultural. Su presencia en los medios impresos y digitales se consolidó, reflejando su influencia en el ámbito de los creadores de contenido en español y su relevancia en el panorama digital.En septiembre, Luisito Comunica respondió a acusaciones sobre haber abandonado a una joven tras una fiesta, destacando que estas situaciones son comunes para figuras públicas y reafirmando su enfoque en la innovación en su contenido de YouTube.En diciembre, CNN Chile se disculpó con Luisito tras acusaciones de uso indebido de su contenido sin permiso. La cadena admitió el error, aunque no se aclararon detalles sobre una compensación.
Durante ese tiempo, continuó consolidando su presencia en el ámbito digital y su influencia como creador de contenido digital, alcanzando más de 20 millones de suscriptores en su canal de YouTube en 2019. En enero, Luisito Comunica fue propuesto por sus seguidores para ser gobernador interino de Puebla tras la muerte de la exgobernadora Martha Érika Alonso. No obstante, su postulación no fue viable debido a que no cumplió con los requisitos legales establecidos, específicamente la edad mínima de 30 años para optar a la elección.En su canal publicó varios videos en la temática de "24 Horas", en la cual se retó a vivir bajo condiciones específicas durante un día, lo que amplió su repertorio de contenido. Además, participó en diversos eventos y colaboraciones que reforzaron su presencia mediática. 

### 2020-2021: Pandemia, otros proyectos yEn Cortinas

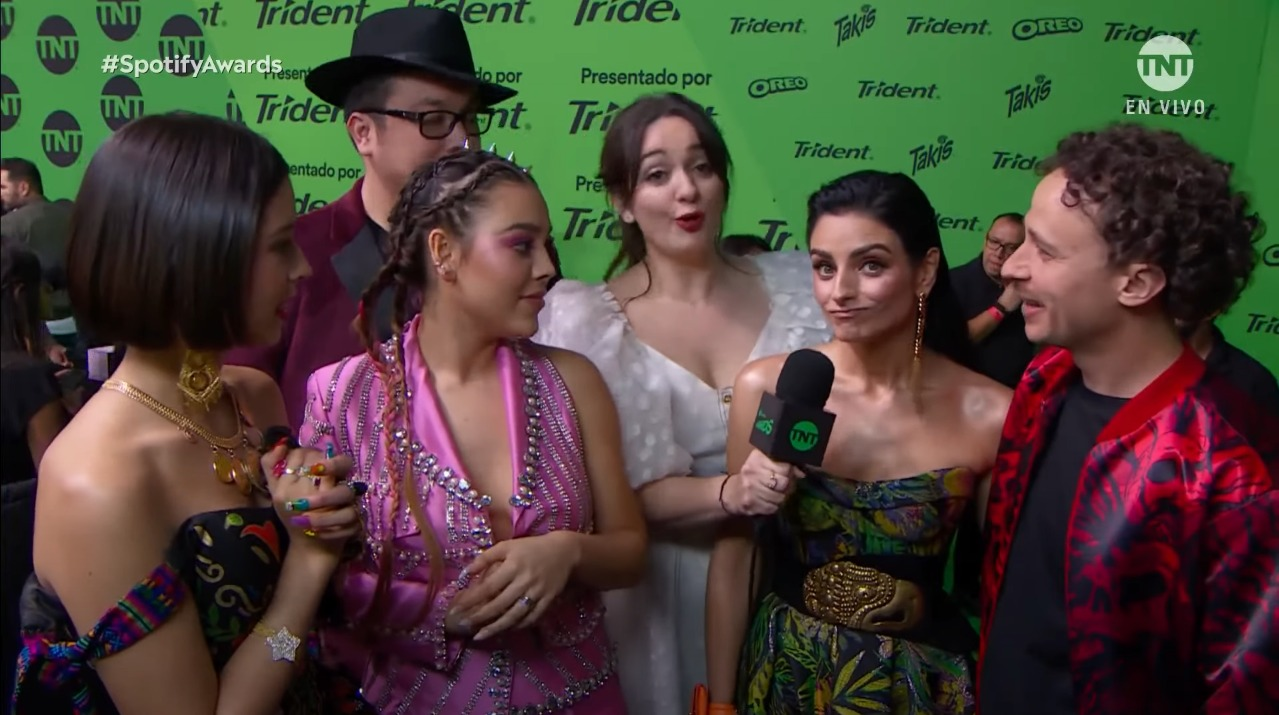
De izquierda a derecha: Ángela Aguilar, Danna Paola, Franco Escamilla, Aislinn Derbez y Luisito Comunica en los Spotify Awards 2020.

El 9 de junio de 2020 participó en el documental de Aislados: un documental en cuarentena de YouTube Originals, junto con Juanpa Zurita, relatando el confinamiento debido a la pandemia de COVID-19. En diciembre, Luisito lanzó «El Reto: Torneo de Creadores» junto a Berth, otro youtuber mexicano a quien conoció en su etapa de juvenil. Bajo el mismo sistema del tradicional juego mexicano de "La Lotería", reuniendo a más de veinte creadores y celebridades de Latinoamérica en un programa de YouTube Originals en alianza con DW Entertainment & Media con la finalidad de donarlos a una organización no gubernamental.

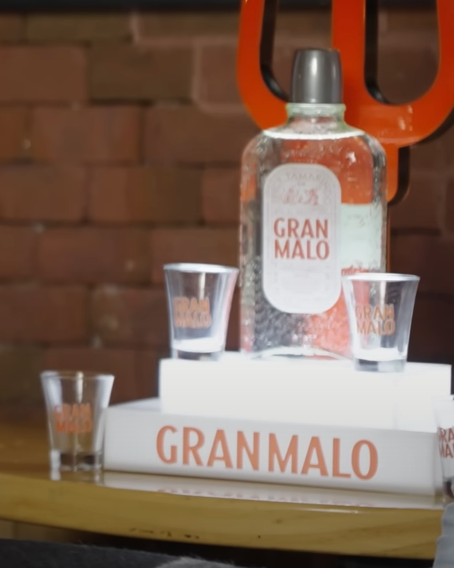
Botella de "Gran Malo".

En septiembre abrió su primer restaurante de comida peruana La Bolichera 21. En octubre dio a conocer que lanzaría al mercado su propia compañía de telefonía móvil bajo el nombre de PilloFón.En diciembre del mismo año compró acciones del restaurante de comida japonesa Deigo & Kaito, ubicado en la Ciudad de México. En 2021 lanzó al mercado un tequila picoso sabor tamarindo llamado Gran Malo. En octubre, abrió un restaurante de hamburguesas llamado Fasfú Burgers, tiene sucursales en cuatro países: México, Perú, Colombia y España.
En agosto de 2021, empezó un pódcast llamado «En Cortinas» junto a Berth. El pódcast se diseñó para ofrecer un contenido diferente al de sus videos en YouTube, centrándose en entrevistas con diversas personalidades y combinando humor con conversaciones ligeras. A través de este proyecto, Luisito buscó entretener a su amplia audiencia, que ya superaba los 36 millones de suscriptores en ese momento. Destacando figuras como el presidente Nayib Bukele, el cantante José Madero, el comediante y youtuber Chumel Torres, y el influencer Juanpa Zurita. Estas conversaciones abarcan temas variados, desde experiencias personales hasta cuestiones sociales y culturales, permitiendo a los oyentes conocer más sobre las vidas y perspectivas de sus invitados.

### 2022-presente: Contenido amplio
En mayo de 2022, subió un video con Luis von Ahn acerca de la plataforma Duolingo.En los siguientes meses, subió contenido en países del continente asiático, centrándose en la cultura y gastronomía japonesa.También se concentró en el Oriente Medio, con motivo del deporte y turismo en Catar. Durante ese transcurso, participó de la sexagésima segunda edición del Festival Viña del Mar en Chile.En enero de 2023, fue uno de los seis destacados youtubers de todo el mundo invitados a cubrir la conferencia anual del Foro Económico Mundial.En septiembre, fue parte del encuentro Impacta Influencers en Cuenca. Continuo subiendo vlogs sobre grupos étnicos como los Rapa Nui hasta la presentación de aparatos electrodomésticos como smarthphones.
El 7 de febrero de 2024, subió un reporte sobre el Centro de Confinamiento del Terrorismo en El Salvador. Expertos criticaron la «falta de ética y transparencia en los contenidos creados, ya que abordan temas sensibles para atraer a un público más amplio». En septiembre, Luisito Comunica fue detenido en el metro de Santo Domingo, República Dominicana, por grabar videos sin los permisos necesarios. La normativa del metro exige autorización previa para filmar con fines comerciales o no personales, lo que el influencer no había gestionado. Tras el incidente, fue liberado y ofreció disculpas públicas, comprometiéndose a respetar las leyes locales en futuras grabaciones.
En marzo de 2025 a través de sus redes sociales el youtuber Luisito Comunica lanzó una dura crítica al gobierno de Claudia Sheinbaum tras la localización de crematorios clandestinos en el Rancho Izaguirre en Jalisco.

## Apariciones en otros medios

### Televisión
Luisito Comunica ha realizado diversas apariciones en la televisión, tanto a nivel nacional como internacional, destacándose por su capacidad de conectar con el público a través de su estilo carismático. 
En México, ha sido entrevistado en el programa de farándula Ventaneando, donde discutió aspectos tanto de su carrera como de su vida personal, incluyendo su incursión en el mundo empresarial con su compañía de telecomunicaciones, PilloFon. Asimismo, ha participado en entrevistas para cadenas como Univisión y Televisa, donde habló sobre el impacto de sus viajes y su crecimiento en el ámbito digital.

### Cine
| Películas | Películas            | Películas | Películas                                                           |
| Año       | Título               | Papel     | Notas                                                               |
| --------- | -------------------- | --------- | ------------------------------------------------------------------- |
| 2019      | Dedicada a mi ex     | Extra     | Durante un casting para escoger los integrantes de la banda musical |
| 2020      | Sonic, la película   | Sonic     | Doblaje al español latino                                           |
| 2022      | Sonic 2, la película | Sonic     | Doblaje al español latino                                           |
| 2024      | Sonic 3, la película | Sonic     | Doblaje al español latino                                           |

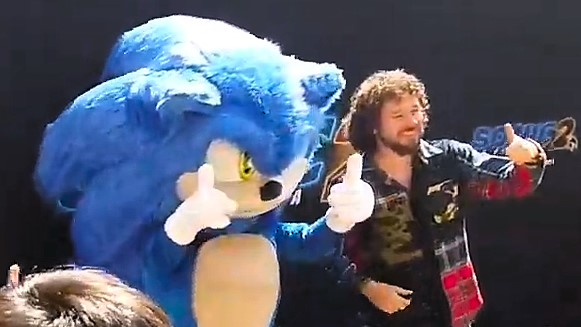
Luisito en el estreno de Sonic 2 (2022).

En 2019, Luisito Comunica participó en el casting de la película Dedicada a mi ex y se destacó como actor de doblaje en Sonic, la película y su secuela, Sonic 2, donde prestó su voz al protagonista para América Latina.Su trabajo en estas producciones ha ampliado su carrera en el cine y la animación. Recientemente, se anunció su regreso para dar voz nuevamente al personaje principal en Sonic 3, cuyo tráiler fue lanzado el 27 de agosto de 2024, generando gran expectativa entre sus seguidores.

## Publicaciones
- — (2019). Lugares asombrosos: Travesías insólitas y otras maneras extrañas de conocer el mundo. Penguin Random House Grupo Editorial. ISBN 6073186991. OCLC 1128200893.
- — (2022). Historias Perturbadoras: Basadas en hechos reales. Penguin Random House Grupo Editorial. ISBN 6073824386. OCLC 1347429407.

En 2019, lanzó su primer libro, "Lugares Asombrosos", que recoge relatos sobre sus viajes y ofrece una perspectiva personal de las culturas y gastronomías que ha explorado. Este libro rápidamente se convirtió en un éxito de ventas, posicionándose como uno de los más leídos en su categoría en México "El Viaje de Luisito Comunica", un libro que complementa su trayectoria y anécdotas de sus aventuras alrededor del mundo. Este libro también resonó bien con su público, destacando su capacidad para conectar con sus seguidores a través de sus historias de viaje.
En 2022, lanzó su segundo libro titulado "Historias perturbadoras", donde narra relatos de terror que buscan inquietar y asustar a los lectores. La obra ha sido bien recibida por sus seguidores, consolidando su presencia en el ámbito literario tras el éxito de su primer libro. Este libro explora diferentes temáticas de terror, combinando elementos de suspense y narrativa intrigante. Este libro refleja la versatilidad de Luisito, no solo como creador de contenido digital, sino también como autor literario.

## Distinciones

### Premios y nominaciones
| Año  | Premiación                | Trabajo nominado             | Categoría                     | Resultado | Ref.          |
| ---- | ------------------------- | ---------------------------- | ----------------------------- | --------- | ------------- |
| 2016 | Eliot Awards              | Él mismo                     | Storyteller                   | Ganador   | [ 1 ] [ 8 ]   |
| 2017 | MTV Millennial Awards     | Él mismo                     | Ícono MIAW del Año            | Nominado  | [ 1 ] [ 62 ]  |
| 2017 | Eliot Awards              | Él mismo                     | Storyteller                   | Ganador   | [ 63 ]        |
| 2018 | Eliot Awards              | Él mismo                     | Líder digital del año         | Ganador   | [ 64 ]        |
| 2018 | Premio Hombres del Año    | Él mismo                     | Personalidad Digital de Año   | Ganador   | [ 8 ] [ 65 ]  |
| 2018 | MTV Millennial Awards     | Él mismo                     | Ícono MIAW del Año            | Nominado  | [ 66 ] [ 67 ] |
| 2018 | MTV Millennial Awards     | Él mismo                     | Instagramer nivel Dios México | Nominado  | [ 66 ] [ 67 ] |
| 2019 | MTV Millennial Awards     | Él mismo                     | Icono MIAW                    | Nominado  | [ 68 ]        |
| 2019 | MTV Millennial Awards     | Él mismo                     | Bromance del año              | Nominado  | [ 68 ]        |
| 2020 | Eliot Awards              | Él mismo                     | Líder digital del año         | Nominado  | [ 69 ]        |
| 2020 | Socialiteen Awards        | Él mismo                     | Influencer del año            | Ganador   | [ 70 ]        |
| 2020 | Kids Choice Awards México | Aislados (con Juanpa Zurita) | Inspiración del año           | Nominado  | [ 71 ]        |
| 2021 | MTV Millennial Awards     | Él mismo                     | Storiador MIAW                | Nominado  | [ 72 ]        |
| 2021 | MTV Millennial Awards     | En Cortinas Con Luisito      | Amo del pódcast               | Nominado  | [ 72 ]        |
| 2024 | Eliot Awards              | Él mismo                     | Premio Leyenda                | Ganador   |               |

### Reconocimientos
| Galardón | Galardón            | Otorgado por | Razón                                          | Año  |
| -------- | ------------------- | ------------ | ---------------------------------------------- | ---- |
|          | Silver Play Button  | YouTube      | Por cien mil suscriptores en su canal.         | 2014 |
|          | Golden Play Button  | YouTube      | Por un millón de suscriptores en su canal.     | 2015 |
|          | Diamond Play Button | YouTube      | Por diez millones de suscriptores en su canal. | 2018 |